# Romstar
Romstar Incorporated è stata una società di distribuzione statunitense di videogiochi arcade. Fondata a Torrance in California, nel 1984, rimase in attività fino al 1992.
Dal 1984 al 1987 fu il distributore dei videogiochi della SNK per il Nordamerica. Successivamente furono sue clienti grandi software house come Capcom, Toaplan, Seta e Taito. Ha anche sviluppato, tramite terzi, alcuni giochi per la piattaforma NES della Nintendo.

## Titoli distribuiti

### Su licenza di Taito
- Tiger Heli (sviluppato da Toaplan)
- Arkanoid
- Bubble Bobble
- Arkanoid II - Revenge of Doh
- Twin Cobra (sviluppato da Toaplan)
- Sky Shark (sviluppato da Toaplan)
- Aqua Jack
- Battle Lane Vol. 5 (sviluppato da Technos)
- Final Blow
- Full Throttle
- Kageki (sviluppato da Kaneko)
- Tokio
- Rambo III
- China Gate (sviluppato da Technos)
- Thundercade (sviluppato da Seta)
- Super Qix
- The Ninja Warriors
- Kick Start Wheelie King
- Great Swordsman
- Tournament Arkanoid

### Su licenza di Capcom
- 1942 (distribuito anche da Williams Electronics)
- Ghosts 'n Goblins (distribuito anche da Taito)
- Side Arms Hyper Dyne
- Trojan
- Black Tiger
- Gun.Smoke
- Tiger Road
- F-1 Dream
- The King of Dragons
- Varth: Operation Thunderstorm
- SonSon

### Su licenza di SNK
- Time Soldiers (sviluppato da Alpha Denshi)
- Sky Soldiers (sviluppato da Alpha Denshi)
- Gold Medalist (sviluppato da Alpha Denshi)
- Alcuni modelli della console Neo Geo

### Su licenza di Seta
- Castle of Dragon
- DownTown
- Caliber .50
- Arbalester
- Thunder & Lightning (sviluppato da Visco Games)
- Meta Fox

### Su licenza di Toaplan
- Out Zone
- Snow Bros
- Fire Shark
- Vimana
- Ghox
- Pipi & Bibi's

### Altri
- Double Dragon II: The Revenge (sviluppato da Technos)
- Bloody Wolf (sviluppato da Data East)
- Flashgal (sviluppato da Sega)
- Empire City: 1931 (sviluppato da Seibu Kaihatsu)
- Skeet Shot
- Popshot
- Championship Bowling